# هارولد جاك أندروود
هارولد جاك أندروود (بالإنجليزية: Harold Jack Underwood)‏ هو فلاح نيوزيلندي، ولد في 1908، وتوفي في 1979.